# Chris Forney
Christian Hoffman „Chris“ Forney (* 21. April 1878; † 14. September 1912 in Topeka) war ein US-amerikanischer Tennisspieler.

## Biografie
Wenig ist über Forney bekannt. Er kam aus Abilene, Kansas. 1904 nahm er an den Olympischen Sommerspielen in St. Louis am Tenniswettbewerb teil. Im Einzel unterlag er in der ersten Runde dem späteren Bronzemedaillisten Edgar Leonard; im Doppel trat er nicht an.